# Evolución mística del hombre venado
Evolución Mística del Hombre Venado es una pintura mural creada por Héctor Martínez Arteche en 1993. Está ubicada en el Teatro “Dr. Oscar Russo Vogel” en Ciudad Obregón, Sonora, con una dimensión de 340 metros cuadrados bajo la técnica de mosaico de vidrio. En este mural, Martínez Arteche plasmó su visión sobre la filosofía del pueblo yaqui, la cual él ya estudiaba incluso antes de residir en Sonora. Este mural representó varios retos plásticos y técnicos debido a que el proyecto se encuentra en una pared cónica, truncada. Otros retos, por ejemplo, fueron figurar que se viera una línea recta en una pared curva. El trabajo se realizó con un grupo de alumnos que, aprendiendo la técnica, fungieron como ayudantes en los talleres de arte visual que impartía Martínez Arteche en el Instituto Tecnológico de Sonora.
El mural participó en la campaña Pinturas Universales de México a través de Internet para que todos los ciudadanos mexicanos votaran entre las candidaturas presentadas por la campaña impulsada por “Colima Capital Americana de la Cultura 2014” para ser nombradas las “10 pinturas universales en México”